# Scoutingdas

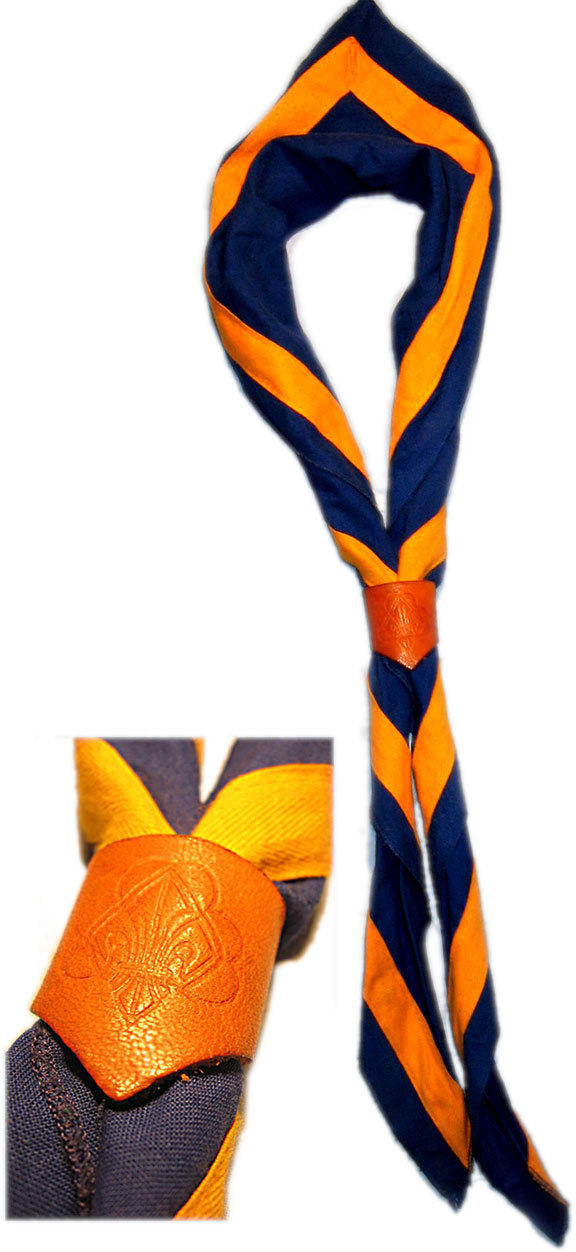
Een voorbeeld van een scoutingdas met dasring

Een scoutingdas is een driehoekige lap stof van een stevig materiaal die meestal om de hals gedragen wordt door een lid van scouting.
De das wordt vaak bij elkaar gehouden met een dasring of er wordt gewoon een knoop in gelegd. Het hangt van de groepscultuur af of de das boven of onder de kraag wordt gedragen. Bij de Federatie voor Open Scouting, Scouting Nederland en Scouts en Gidsen Vlaanderen heeft meestal elke groep eigen daskleuren en patronen, maar er zijn ook landelijke dassen die afhankelijk zijn van de speltak en scoutingorganisatie.
Op de driehoekige achterflap die achter de nek uitsteekt, wordt in België vaak de totem (beschermdier) van het scoutinglid genaaid. In Nederland wordt vaak de badge van de groep erop genaaid.